# Aceituna prieta

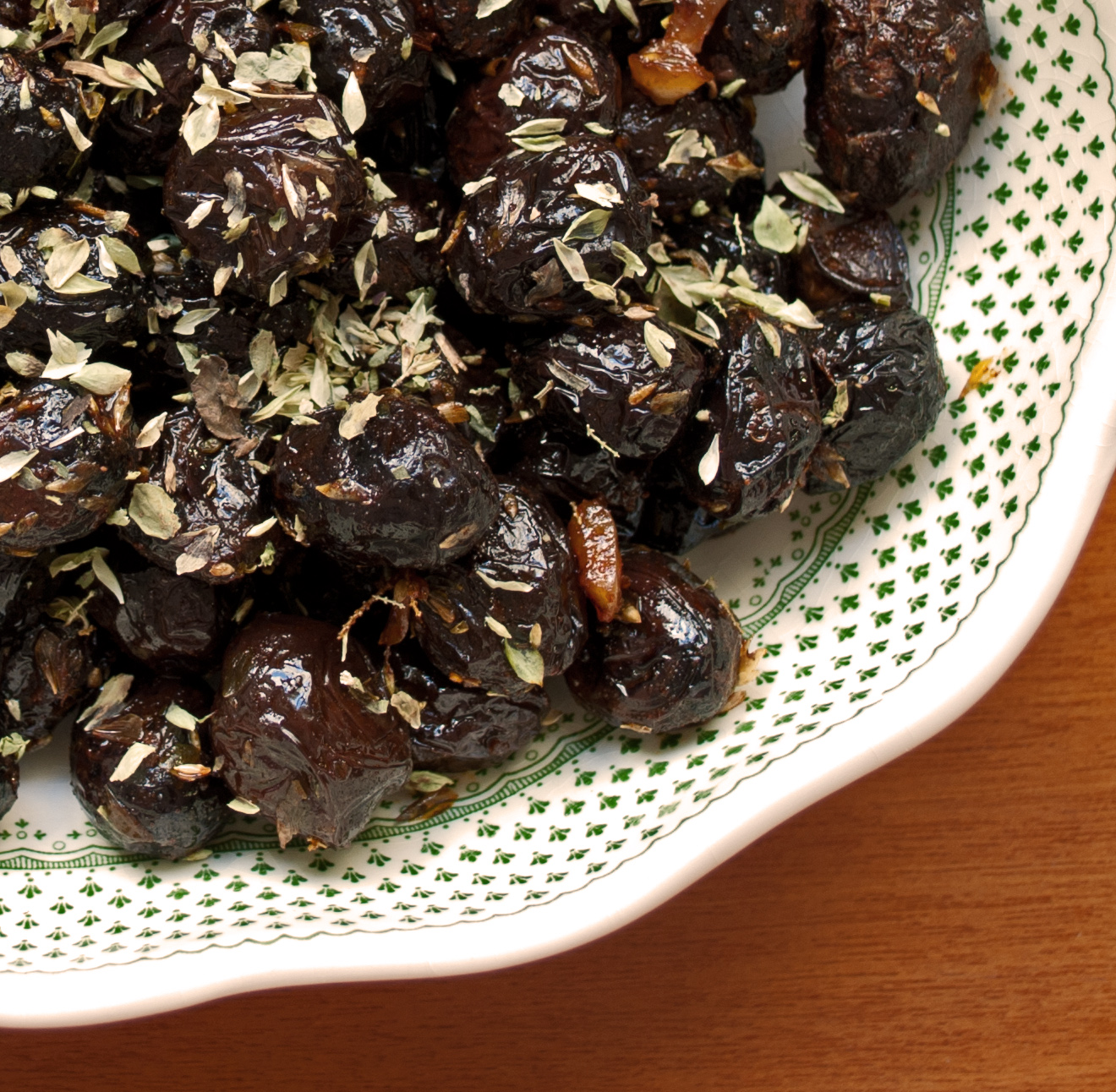
Aceitunas prietas, detalle.

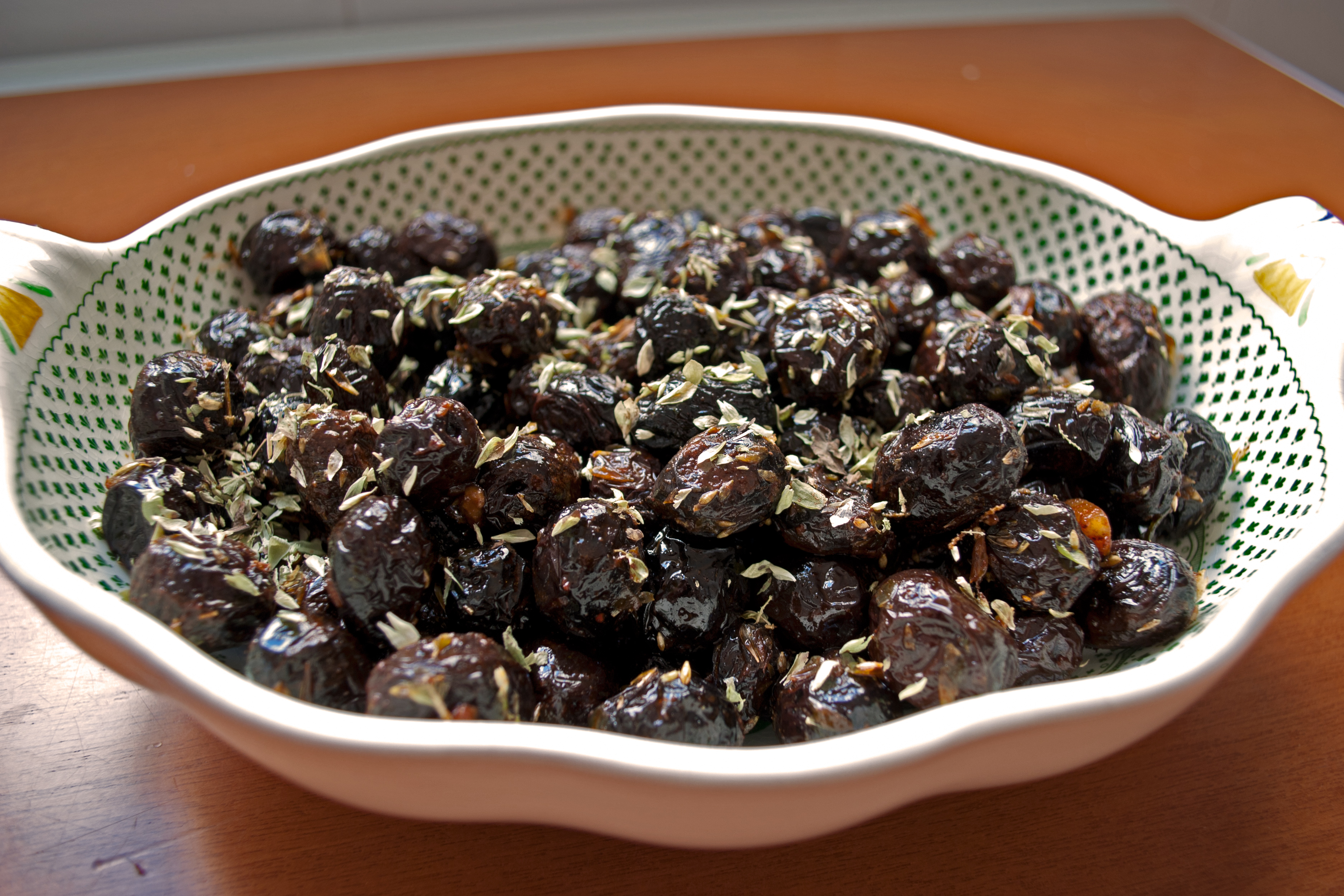
Aceitunas prietas listas para su consumo.

Se denomina aceituna prieta a una modalidad de aceituna pasa que se prepara en diferentes pueblos de la comarca de La Campiña, provincia de Sevilla, Andalucía, principalmente en las localidades de  Arahal, Paradas, Marchena y La Puebla de Cazalla. Constituye un alimento de gran tradición y muy apreciado localmente, sin embargo debido a las dificultades para la conservación del producto, es escasa su difusión fuera de la comarca.

## Preparación
Para su preparación se utilizan aceitunas de la variedad manzanilla sevillana, pero en lugar de recolectarlas con el fruto verde como se hace habitualmente, se recogen cuando el fruto ha madurado, es de color negro y se ha deshidratado ligeramente. El proceso de preparación consta de varias fases, primero se introducen en una cesta con capas de sal intercaladas y se prensan suavemente. Posteriormente se secan al sol durante varios días y finalmente se aliñan con pimiento rojo seco, ajo, sal y orégano. Se consumen generalmente en pequeñas cantidades debido a su fuerte sabor y aderezadas con aceite de oliva para darles más suavidad.

## Etimología
La denominación prieta es de significado incierto, para algunos hace alusión a la acepción de apretado, pero la opinión más generalizada es que el adjetivo prieto se utiliza con el significado de color muy oscuro, casi negro, acepción recogida en el Diccionario de la Real Academia Española. De hecho el término prieto se emplea en algunos países de América como sinónimo de negro, designándose por ejemplo el café solo como café prieto y el caballo de capa negra como caballo prieto.